# Istočnodžebelski jezici
Istočnodžebelski jezici, ogranak istočnih istočnosudanskih jezika raširenih u Sudanu. Sastoji se od dvije podskupine:
a) Aka-Kelo-Molo (3) jezika: aka ili fa-c-aka, jebel silak [soh], 300 (1989 Bender); kelo ili tornasi [xel], 200; molo ili malkan [zmo], 100 (1988 M. Bender).
b. Gaam (1): gaam ili ingassana [tbi], 67.200 (2000).

## Vanjske poveznice
- Ethnologue (14th)
- Ethnologue (15th)